# Danbury (Essex)
Danbury es una parroquia civil situada en el municipio de Chelmsford, en Essex, Inglaterra (Reino Unido). Según el censo de 2021, tiene una población de 5200 habitantes.
Está ubicada al noreste de Londres y a poca distancia de la ciudad de Chelmsford y de la costa del mar del Norte.